# Renata Baudouin de Courtenay
Renata Urszula Baudouin de Courtenay, po mężu Schmidt (Szmidt) (ur. 21 października 1935 w Pruszkowie) – polska łyżwiarka szybka, medalistka mistrzostw Polski. Startowała w barwach CWKS Warszawa.

## Życiorys
W latach 1951–1967 była zawodniczką CWKS (następnie Legii) Warszawa.
Reprezentowała Polskę na wielobojowych mistrzostwach świata w 1957 (20 m.), 1959 (16 m.), 1960 (21 m.), 1961 (17 m.) i 1962 (26 m.).
Na wielobojowych mistrzostwach Polski zdobyła kolejno: 3 m. w wyścigu na 500 metrów w 1954, 1 m. w 1955 (wygrała wyścigi na 1000 metrów i 1500 metrów, a 500 metrów i 1500 metrów była druga), 3 m. na 1000 metrów w 1956, 3 m. w 1957 (zajęła 2 m. na 3000 metrów, 3 m. na 500 metrów, 1000 metrów i 1500 metrów), 3 m. w 1959 (zajęła 2. m. na 1500 metrów i 3 m. na 500 metrów, 1000 metrów i 3000 metrów), 1 m. w 1960 (wygrała wyścigi na 1000 metrów, 1500 metrów i 3000 metrów, na 500 metrów była druga), 2 m. w 1962 (zajęła 2  m. na 1000 metrów i 3000 metrów, 3 m. na 500 metrów i 1500 metrów). W 1960 i 1961 została także drużynową mistrzynią Polski.
Była rekordzistką Polski na 500 metrów (54,40 - 11.02.1953).
Po zakończeniu kariery sportowej pracowała w Stołecznym Ośrodku Sportu, była działaczką Polskiego Związku Łyżwiarstwa Szybkiego, m.in. przewodniczącą Komisji Rewizyjnej PZŁS w kadencji 1998-2002.
Postanowieniem prezydenta RP Aleksandra Kwaśniewskiego z 7 listopada 2001 została odznaczona Krzyżem Kawalerskim Orderu Odrodzenia Polski Orderu Odrodzenia Polski za wybitne zasługi na rzecz rozwoju łyżwiarstwa szybkiego.